# Unafraid of the Dark
"Unafraid of the Dark" (Đừng sợ bóng tối) là tập cuối trong 13 tập của bộ phim tài liệu về khoa học Mỹ Cosmos: A Spacetime Odyssey (n.đ. Vũ trụ: Chuyến du hành không - thời gian), được trình chiếu vào năm 2014. Tập phim khởi chiếu và ngày 8/6/2014. Phim được chiếu đồng thời ở Mỹ trên mười mạng lưới Fox: Fox, FX, FXX, FXM, Fox Sports 1, Fox Sports 2, National Geographic Channel, Nat Geo Wild, Nat Geo Mundo, và Fox Life. Tập phim được viết bởi Ann Druyan và Steven Soter, đạo diễn Ann Druyan. Nội dung chính của tập là khám phá những bí ẩn của năng lượng tối và vật chất tối, sự đóng góp của nhà thiên văn học Thụy Sĩ Fritz Zwicky, người đẩy mạnh sự hiểu biết của chúng ta về "sao siêu mới, sao neutron và 'ngọn nến tiêu chuẩn". Cuối phim là lời nói của Carl Sagan (phim Cosmos: A Personal Voyage) về hình ảnh mang tính biểu tượng "Đốm xanh mờ".

## Nội dung
Tyson bắt đầu tập phim bằng cách nói về sự kiện thư viện Alexandria bị phá hủy, khiến mất đi rất nhiều kiến thức của nhân loại lúc bấy giờ. Sau đó, ông đối chiếu vế sự nỗ lực của nhân loại trong con đường khám phá ra kiến thức mới của vũ trụ và khẳng định rằng, không 1 thế lực nào có thể ngăn cản con người đi tìm tri thức.
Tyson sau đó tiến hành mô tả sự phát hiện của các tia vũ trụ bởi Victor Hess thông qua các chuyến đi khinh khí cầu độ cao vô cùng lớn, nơi mà nhiều bức xạ vũ trụ hơn bề mặt trái đất. Nhà thiên văn học người Thụy Sĩ tên Fritz Zwicky, nhà nghiên cứu siêu tân tinh, mặc nhiên công nhận rằng những tia vũ trụ có nguồn gốc từ những siêu tân tinh thay vì bức xạ điện từ. Zwicky tiếp tục nghiên cứu các siêu tân tinh, và bằng cách nhìn vào thí nghiệm ánh sáng của những ngọn nến, ước lượng sự di chuyển của các thiên hà trong vũ trụ. Tính toán của ông gợi ý rằng hẳn phải có một loại khối lượng vật chất nào đó lớn hơn trong vũ trụ so với những vật chất nhìn rõ ràng trong các thiên hà quan sát được. Cuối cùng, nó được gọi là vật chất tối. Ban đầu điều này bị lãng quên,sau đó lý thuyết Zwicky đã được xác nhận bởi công việc của Vera Rubin, người đã quan sát rằng sự quay của các ngôi sao ở rìa các thiên hà quan sát được không tuân theo nguyên tắc "vật càng xa tâm càng di chuyển chậm quanh tâm", dẫn đến thứ gọi là vật chất tối. Điều này tiếp tục dẫn đến việc phát hiện ra năng lượng tối bởi Edwin Hubble góp phần cho sự hiểu biết mập mờ của con người về sự mở rộng của vũ trụ rằng còn xa hơn đến vô cùng về khối lượng vật chất thấy được và vật chất tối.
Tyson sau đó mô tả việc đi lại giữa các vì sao, bằng cách sử dụng hai tàu thăm dò Voyager. Bên cạnh khả năng xác định một số tính chất của các hành tinh trong hệ mặt trời, Voyager 1đã có thể chứng minh được sự tồn tại của nhật quyển trong hệ mặt trời từ các gió liên sao. Tyson tiếp tục nhắc đến Carl Sagan trong chương trình Cosmos: A Personal Voyage, bao gồm cả việc tạo ra Voyager Golden Record (Đĩa ghi vàng Voyager), gói gọn tất cả điều hiểu biết của nhân loại lúc đó và vị trí của trái đất trong vũ trụ, và thuyết phục giám đốc chương trình muốn Voyager I chụp ảnh trái đất từ ngoài quỹ đạo của Hải Vương tinh, tạo ra hình ảnh của Pale Blue Dot (Chấm xanh mờ). Đây là lời dẫn:
" That's here. That's home. That's us. On it, everyone you love, everyone you know, everyone you ever heard of, every human being who ever was, lived out their lives. The aggregate of our joy and suffering, thousands of confident religions, ideologies, and economic doctrines, every hunter and forager, every hero and coward, every creator and destroyer of civilization, every king and peasant, every young couple in love, every mother and father, hopeful child, inventor and explorer, every teacher of morals, every corrupt politician, every superstar, every supreme leader, every saint and sinner in the history of our species, lived there... on a mote of dust suspended... in a sunbeam.
The Earth is a very small stage in a vast, cosmic arena. Think of the rivers of blood spilled by all those generals and emperors so that in glory and triumph they could become the momentary masters of a fraction... of a dot. Think of the endless cruelties visited by the inhabitants of one corner of this pixel on the scarcely distinguishable inhabitants of some other corner. How frequent their misunderstandings, how eager they are to kill one another, how fervent their hatreds. Our posturings, our imagined self-importance, the delusion that we have some privileged position in the universe, are challenged by this point of pale light. Our planet... is a lonely speck in the great, envelopping cosmic dark. In our obscurity, in all this vastness, there is no hint that help will come from elsewhere to save us from ourselves. The Earth is the only world known so far to harbor life. There is nowhere else, at least in the near future, to which our species could migrate. Visit, yes. Settle, not yet. Like it or not, for the moment, the Earth is where we make our stand.
It has been said that astronomy is a humbling and character-building experience. There is perhaps no better demonstration of the folly of human conceits than this distant image. To me, it underscores our responsibility to deal more kindly with one another and to preserve and cherish the pale blue dot, the only home we've ever known."  
nghĩa là: 
"Bức ảnh này được chụp từ khoảng không vũ trụ xa xôi và, khi nhìn vào, bạn sẽ thấymột chấm nhỏ. Đó chính là nơi này. Đó là nhà. Đó là chúng ta.Ở đấy, tất cả mọi người mà bạn từng nghe nói đến, tất cả những ai đã và đang tồn tại, họ đang sống cuộc sống của riêng mình. Điểm hội tụ của tất cả những niềm vui và nỗi đau của chúng ta, hàng ngàn niềm tin, lý tưởng, học thuyết kinh tế khác nhau, tất cả những kẻ đi săn hayngười cắt cỏ, bậc anh hùng hay kẻ hèn nhát, người sáng lập hay kẻ hủy diệt các nền văn minh nhân loại, đấng đế vương hay nông dân, đôi trai gái trẻ đang yêu nhau, đứa trẻ với tương lai tươi sáng phía trước, mỗi bậc cha mẹ, nhà sáng tạo và khai phá, mọi thầy giáo với những bài học đạo đức, những kẻ làm chính trị chuyên tham nhũng, lộng quyền, những minh tinh, những lãnh đạo với quyền lực tối cao, mọi vị thánh và kẻ tội đồ trong lịch sử loài người… tất cả đều sống ở đó, một hạt bụi nhỏ nhoi, treo trên một tia sáng mỏng manh. Trái Đất chỉ là sân khấu vô cùng nhỏ trong vũ đài vũ trụ vô biên. Hãy nghĩ về những dòng sông máu tràn đầy hai bờ đã bị đổ bởi bao vị tướng và hoàng đế để mà, trong vinh quang và chiến thắng, họ có thể trở thành những ông chủ nhất thời của một mảnh nhỏ như hạt bụi là trái đất. Hãy nghĩ về những sự hung ác vô tận gây nên bởi những cư dân của một góc hạt bụi này cho những cư dân khó phân biệt được của những góc khác. Những hiểu lầm của họ mới thường xuyên làm sao, cái tính của họ thích giết nhau mới sôi nổi làm sao, những mối căm thù của họ mới sôi sục làm sao. Những sự làm dáng của chúng ta, sự lên mặt ta đây của chúng ta, cái ảo tưởng rằng chúng ta có vị trí đặc quyền nào đó trong vũ trụ, đang bị thách thức bởi điểm sáng xanh yếu ớt này. Hành tinh của chúng ta chỉ là một hạt bụi cô đơn trong bóng đêm vũ trụ vĩ đại bao quanh. Trong sự tối tăm của chúng ta – giữa toàn bộ sự bao la này – không có dấu chỉ nào cho thấy rằng sự giúp đỡ sẽ đến từ một nơi nào khác để cứu vớt chúng ta khỏi chính chúng ta. Cho đến nay, Trái đất là thế giới duy nhất được biết đến là có thể dung dưỡng sự sống. Không có nơi nào khác, ít nhất là trong tương lai gần, mà các loài chúng ta có thể di cư đến. Viếng thăm, vâng. Nhưng sinh sống thì không. Dù thích điều đó hay không, hiện tại, Trái đất là nơi chúng ta tồn tại. Người ta cho rằng thiên văn học chỉ là một kinh nghiệm thiếu tự tin và để tạo nên tính cách ưu việt. Có lẽ không có sự chứng minh nào tốt hơn về sự điên rồ của tính tự phụ loài người hơn là hình ảnh xa xôi này về thế giới nhỏ xíu của chúng ta. Với tôi, nó nhấn mạnh TRÁCH NHIỆM của chúng ta để đối xử tử tế hơn với nhau, và để gìn giữ cũng như nâng niu chấm xanh mờ ảo, ngôi nhà duy nhất mà chúng ta (chưa) từng biết tới."
Tyson kết thúc tất cả các tập phim này bằng cách nhấn mạnh vào thông điệp của Sagan về nghĩa vụ của con người trong sự bao la của vũ trụ, khuyến khích nhân loại tiếp tục khám phá và tìm tòi những điều bí ẩn mà vũ trụ đã cung cấp.
Kết thúc bộ phim là hình ảnh Con tàu tưởng tượng không có người điều khiển bay khỏi Trái đất để vào trong không gian.

## Lượng người xem
Lượng người xem (Ở Mỹ) là 3,09 triệu người.